# ويليام ألين روجرز
ويليام ألين روجرز (بالإنجليزية: William Allen Rogers)‏ هو فنان تشكيلي أمريكي، ولد في 23 مايو 1854 في سبرينغفيلد في الولايات المتحدة، وتوفي في 20 أكتوبر 1931 في واشنطن العاصمة في الولايات المتحدة.

## معرض صور

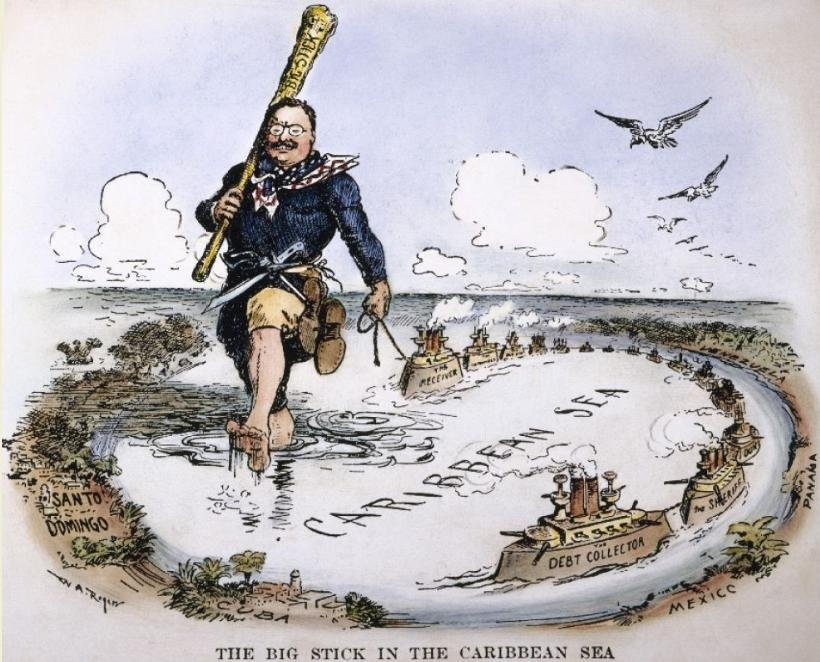
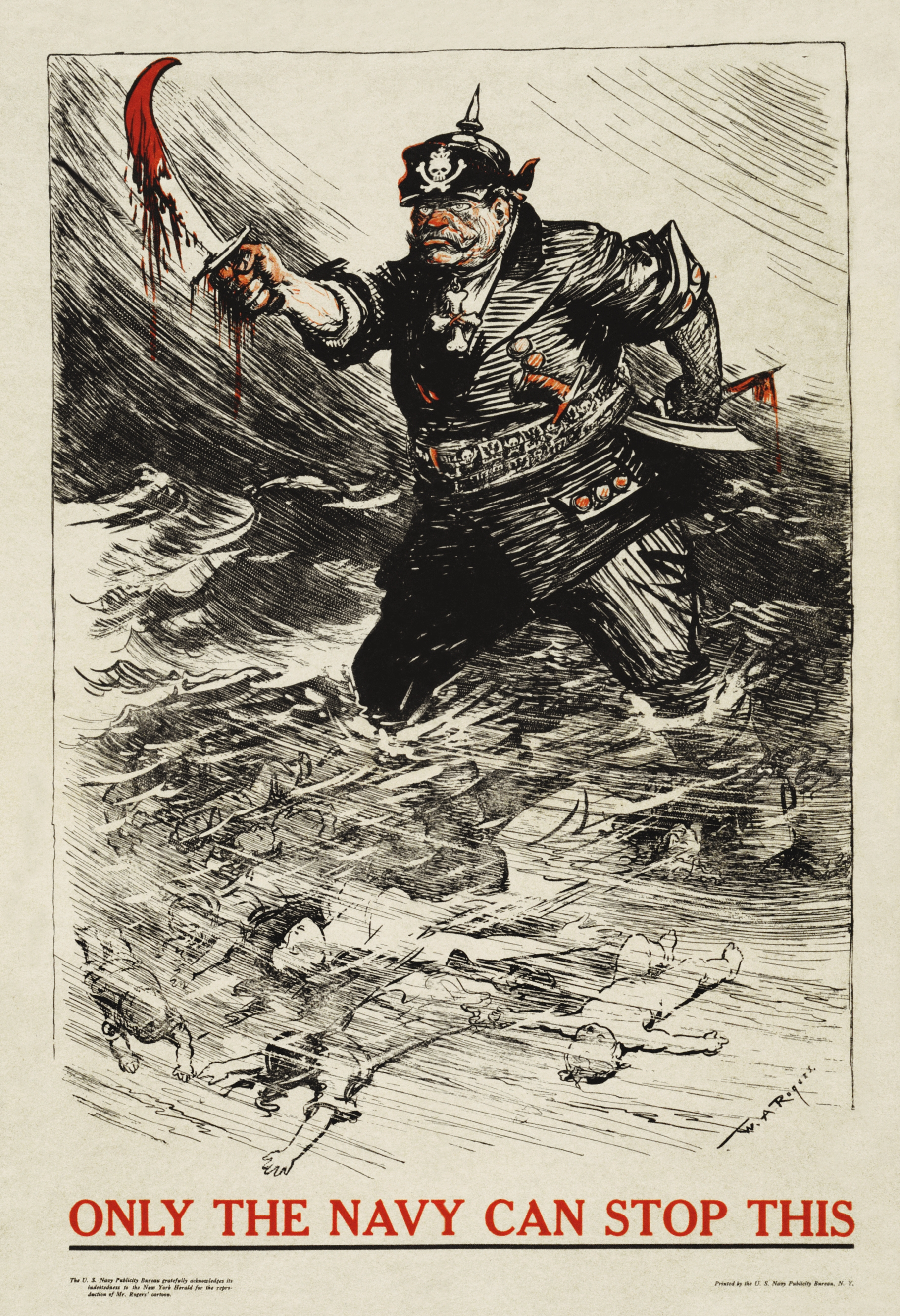
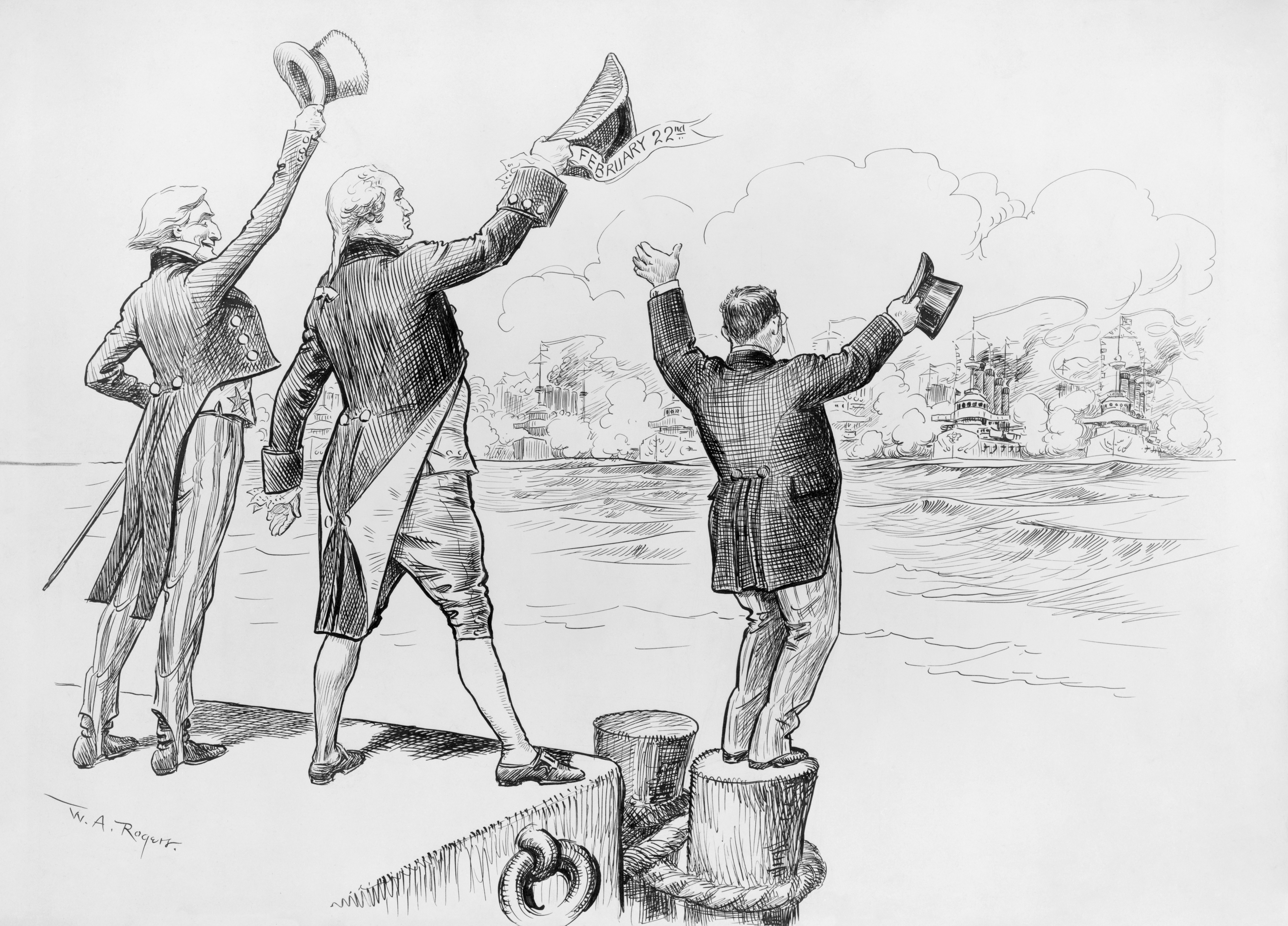
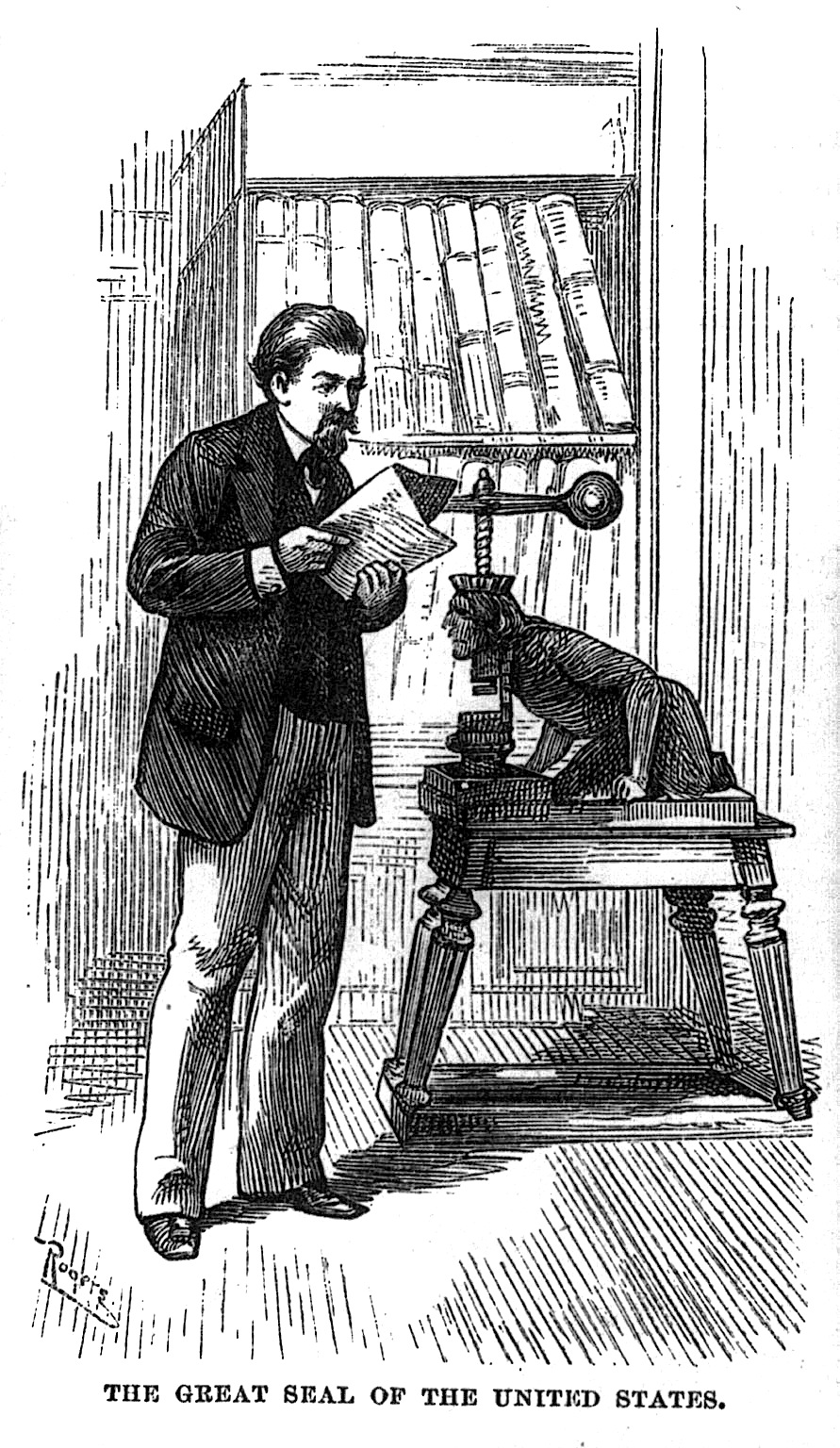